# Alberto José Gonçalves

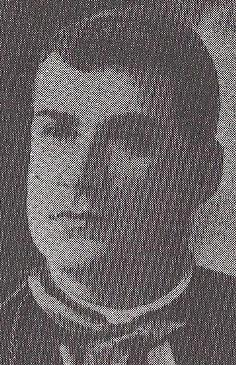
Alberto José Gonçalves als Bischof

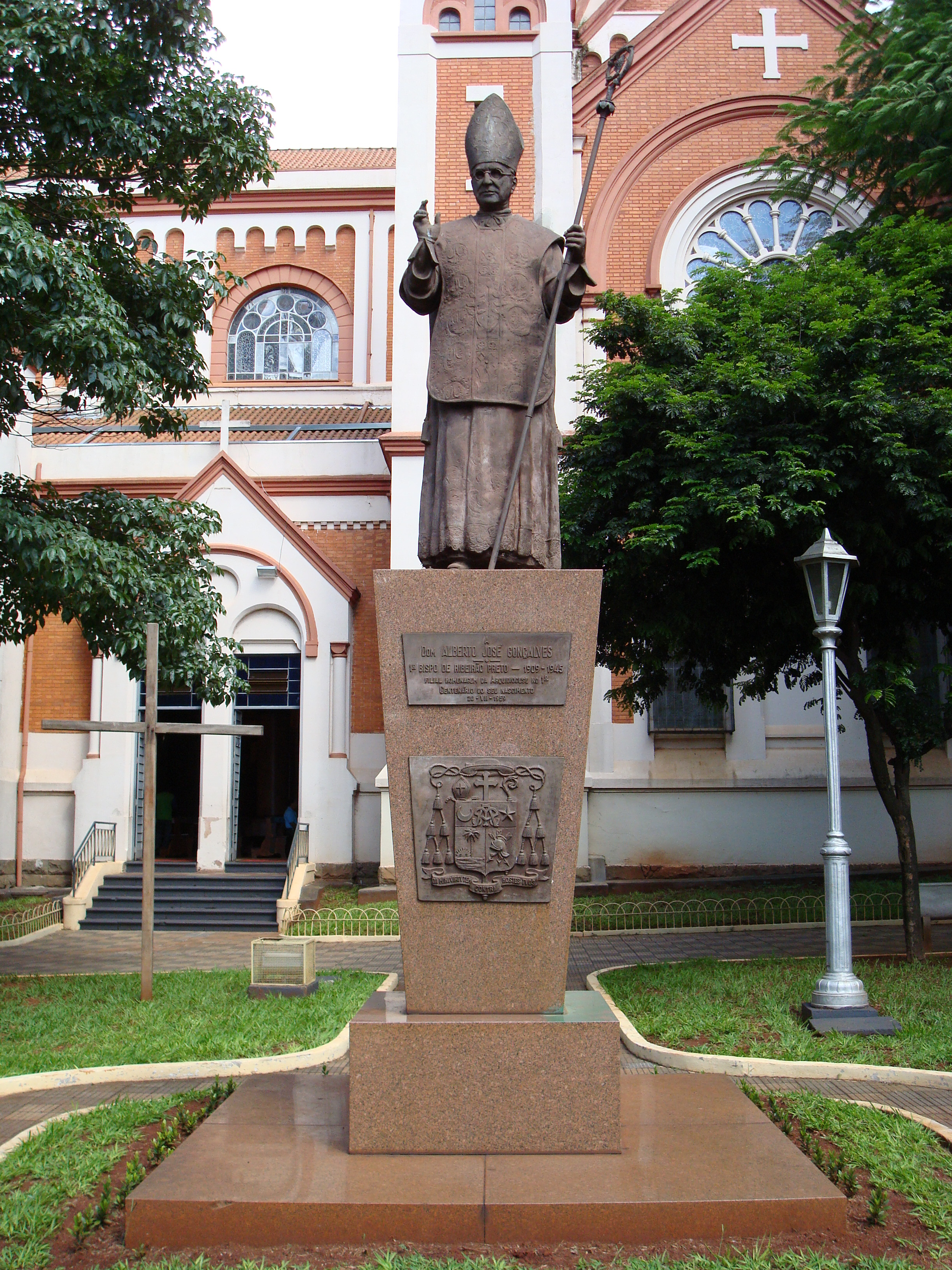
Denkmal für Alberto José Gonçalves in Ribeirão Preto

Alberto José Gonçalves (* 20. Januar 1859 in Palmeira, Paraná, Brasilien; † 6. März 1945) war ein brasilianischer Geistlicher und römisch-katholischer Bischof von Ribeirão Preto.

## Leben
Alberto José Gonçalves studierte am Priesterseminar in São Paulo und empfing am 17. September 1882 das Sakrament der Priesterweihe.
Am 5. Dezember 1908 ernannte ihn Papst Pius X. zum ersten Bischof des sechs Monate zuvor errichteten Bistums Ribeirão Preto. Der Erzbischof von São Paulo, Leopoldo Duarte e Silva, spendete ihm am 2. Februar des folgenden Jahres die Bischofsweihe. Mitkonsekratoren waren der Bischof von Curitiba, João Francisco Braga, und der Bischof von Florianópolis, João Batista Becker.
Neben seiner kirchlichen Laufbahn war Gonçalves auch als Politiker in Paraná tätig, nachdem er nach Ausrufung der Republik in die Verfassunggebende Versammlung des neuen Bundesstaates gewählt worden war. Von 1893 bis 1896 war er Abgeordneter in der Assembleia Legislativa do Paraná und von 1896 bis 1905 vertrat er seinen Bundesstaat im Bundessenat.